# Municipio de Bryan (condado de Izard)
El municipio de Bryan (en inglés: Bryan Township) es un municipio ubicado en el condado de Izard en el estado estadounidense de Arkansas. En el año 2010 tenía una población de 436 habitantes y una densidad poblacional de 6,5 personas por km².

## Geografía
El municipio de Bryan se encuentra ubicado en las coordenadas 36°13′43″N 92°6′22″O / 36.22861, -92.10611. Según la Oficina del Censo de los Estados Unidos, el municipio tiene una superficie total de 67.07 km², de la cual 67,07 km² corresponden a tierra firme y (0 %) 0 km² es agua.

## Demografía
Según el censo de 2010, había 436 personas residiendo en el municipio de Bryan. La densidad de población era de 6,5 hab./km². De los 436 habitantes, el municipio de Bryan estaba compuesto por el 96,33 % blancos, el 1,38 % eran amerindios y el 2,29 % eran de una mezcla de razas. Del total de la población el 1,15 % eran hispanos o latinos de cualquier raza.